# Rosemarie Fendel
Rosemarie Fendel, född 25 april 1927 i Koblenz, Rheinland-Pfalz, död 13 mars 2013 i Frankfurt am Main, Hessen, var en tysk skådespelerska och manusförfattare.

## Roller i urval
- 1967 – Tatueringen
- 1971 – Trotta
- 1973–1974 – Tatort (TV-serie)
- 1986 – Momo
- 1992 – Schtonk!
- 1996, 2000 – Polizeiruf 110 (TV-serie)
- 2013 – SOKO Wismar (TV-serie)

## Manus i urval
- 1978 – Den gamle deckarräven (TV-serie)
- 1986 – Momo